# تووچکی ویلکیه
تووُچکی ویلکیه (به لهستانی:  Tołoczki Wielkie) یک روستا در لهستان است که در گمینا کوژنگتسا واقع شده‌است.